# Dyskografia Culture Club

## Albumy studyjne
| Rok  | Tytuł                            | Pozycje na listach | Pozycje na listach | Pozycje na listach | Pozycje na listach | Pozycje na listach | Pozycje na listach | Pozycje na listach | Pozycje na listach | Pozycje na listach | Pozycje na listach | Certyfikaty                                      |
| Rok  | Tytuł                            | [ 1 ]              | [ 2 ]              | [ 3 ]              | [ 4 ]              | [ 5 ]              | [ 6 ]              | [ 7 ]              | [ 8 ]              | [ 9 ]              | [ 10 ]             | Certyfikaty                                      |
| ---- | -------------------------------- | ------------------ | ------------------ | ------------------ | ------------------ | ------------------ | ------------------ | ------------------ | ------------------ | ------------------ | ------------------ | ------------------------------------------------ |
| 1982 | Kissing to Be Clever             | 5                  | 2                  | 14                 | 2                  | 3                  | 3                  | 22                 | 8                  | —                  | 6                  | - UK: platyna - USA: platyna                     |
| 1983 | Colour by Numbers                | 1                  | 1                  | 2                  | 4                  | 3                  | 2                  | 9                  | 6                  | 4                  | 17                 | - UK: 2 × platyna - USA: 4 × platyna - FR: złoto |
| 1984 | Waking Up with the House on Fire | 2                  | 15                 | 26                 | 2                  | 19                 | 9                  | 7                  | 22                 | 21                 | —                  | - UK: platyna - USA: platyna - FR: złoto         |
| 1986 | From Luxury to Heartache         | 10                 | 44                 | 32                 | —                  | 13                 | 18                 | 14                 | 45                 | 24                 | —                  | - UK: srebro                                     |
| 1999 | Don't Mind If I Do               | 64                 | —                  | —                  | —                  | —                  | —                  | —                  | —                  | —                  | —                  |                                                  |

## Kompilacje
| Rok  | Tytuł                                               | Pozycje na listach | Pozycje na listach | Pozycje na listach | Pozycje na listach | Pozycje na listach | Pozycje na listach | Pozycje na listach | Pozycje na listach | Pozycje na listach | Pozycje na listach | Certyfikaty   |
| Rok  | Tytuł                                               | [ 1 ]              | [ 2 ]              | [ 3 ]              | [ 4 ]              | [ 5 ]              | [ 6 ]              | [ 7 ]              | [ 8 ]              | [ 9 ]              | [ 10 ]             | Certyfikaty   |
| ---- | --------------------------------------------------- | ------------------ | ------------------ | ------------------ | ------------------ | ------------------ | ------------------ | ------------------ | ------------------ | ------------------ | ------------------ | ------------- |
| 1987 | This Time - The First Four Years                    | 8                  | 25                 | —                  | —                  | —                  | —                  | 10                 | —                  | —                  | —                  | - UK: złoto   |
| 1993 | At Worst... The Best of Boy George and Culture Club | 24                 | —                  | 169                | —                  | —                  | —                  | —                  | —                  | —                  | —                  |               |
| 1994 | The Best of Culture Club                            | —                  | —                  | —                  | 4                  | —                  | —                  | —                  | —                  | —                  | —                  | - UK: srebro  |
| 1997 | 12" Mixes Plus                                      | —                  | —                  | —                  | —                  | —                  | —                  | —                  | —                  | —                  | —                  |               |
| 1998 | Greatest Moments                                    | 15                 | —                  | 148                | —                  | —                  | 23                 | —                  | —                  | —                  | —                  | - UK: platyna |
| 2005 | Greatest Hits                                       | —                  | —                  | —                  | —                  | —                  | —                  | —                  | —                  | —                  | —                  |               |
| 2005 | Singles and Remixes                                 | —                  | —                  | —                  | 19                 | —                  | —                  | —                  | —                  | —                  | —                  |               |

## Minialbumy
- 1985: Love Is Love

## Single
| Rok  | Tytuł                           | Pozycje na listach | Pozycje na listach | Pozycje na listach | Pozycje na listach | Pozycje na listach | Pozycje na listach | Pozycje na listach | Pozycje na listach | Pozycje na listach | Pozycje na listach | Album                            |
| Rok  | Tytuł                           | [ 1 ]              | [ 14 ]             | [ 2 ]              | [ 15 ]             | [ 5 ]              | [ 6 ]              | [ 16 ]             | [ 17 ]             | [ 9 ]              | [ 10 ]             | Album                            |
| ---- | ------------------------------- | ------------------ | ------------------ | ------------------ | ------------------ | ------------------ | ------------------ | ------------------ | ------------------ | ------------------ | ------------------ | -------------------------------- |
| 1982 | "White Boy"                     | —                  | —                  | —                  | —                  | —                  | —                  | —                  | —                  | —                  | —                  | Kissing to Be Clever             |
| 1982 | "I'm Afraid of Me"              | —                  | —                  | —                  | —                  | —                  | —                  | —                  | —                  | —                  | —                  | Kissing to Be Clever             |
| 1982 | "Do You Really Want to Hurt Me" | 1                  | 1                  | 2                  | 2                  | 1                  | 2                  | 2                  | 1                  | 1                  | 1                  | Kissing to Be Clever             |
| 1982 | "Time (Clock of the Heart)"     | 3                  | 4                  | 4                  | 2                  | 11                 | —                  | —                  | 16                 | 9                  | 9                  | Kissing to Be Clever             |
| 1983 | "I'll Tumble 4 Ya"              | —                  | —                  | —                  | 9                  | —                  | —                  | —                  | —                  | —                  | —                  | Kissing to Be Clever             |
| 1983 | "Church of the Poison Mind"     | 2                  | 2                  | 9                  | 10                 | 13                 | 11                 | 12                 | 23                 | —                  | 12                 | Colour by Numbers                |
| 1983 | "Karma Chameleon"               | 1                  | 1                  | 1                  | 1                  | 1                  | 1                  | 4                  | 2                  | 1                  | 3                  | Colour by Numbers                |
| 1983 | "Victims"                       | 3                  | 2                  | 7                  | —                  | —                  | —                  | 2                  | 39                 | 18                 | —                  | Colour by Numbers                |
| 1984 | "Miss Me Blind"                 | —                  | —                  | —                  | 5                  | —                  | —                  | 32                 | —                  | —                  | —                  | Colour by Numbers                |
| 1984 | "It's a Miracle"                | 4                  | 2                  | 5                  | 13                 | —                  | —                  | —                  | 41                 | —                  | —                  | Colour by Numbers                |
| 1984 | "The War Song"                  | 2                  | 1                  | 5                  | 17                 | 6                  | 5                  | 3                  | 12                 | 10                 | —                  | Waking Up with the House on Fire |
| 1984 | "The Medal Song"                | 32                 | 14                 | 50                 | —                  | —                  | —                  | —                  | —                  | —                  | —                  | Waking Up with the House on Fire |
| 1984 | "Mistake No. 3"                 | —                  | —                  | —                  | 33                 | —                  | —                  | —                  | —                  | —                  | —                  | Waking Up with the House on Fire |
| 1985 | "Love Is Love"                  | —                  | —                  | —                  | —                  | —                  | —                  | 28                 | —                  | —                  | —                  | Love Is Love                     |
| 1986 | "Move Away"                     | 7                  | 6                  | 16                 | 12                 | 7                  | 8                  | 10                 | 21                 | 18                 | —                  | From Luxury to Heartache         |
| 1986 | "God Thank You Woman"           | 31                 | 22                 | —                  | —                  | —                  | —                  | —                  | —                  | —                  | —                  | From Luxury to Heartache         |
| 1986 | "Gusto Blusto"                  | —                  | —                  | —                  | —                  | —                  | —                  | —                  | —                  | —                  | —                  | From Luxury to Heartache         |
| 1998 | "I Just Wanna Be Loved"         | 4                  | —                  | —                  | —                  | —                  | —                  | —                  | 80                 | —                  | —                  | Greatest Moments                 |
| 1999 | "Your Kisses Are Charity"       | 25                 | —                  | —                  | —                  | —                  | —                  | —                  | 88                 | —                  | —                  | Don't Mind If I Do               |
| 1999 | "Cold Shoulder"/"Starman"       | 43                 | —                  | —                  | —                  | —                  | —                  | —                  | —                  | —                  | —                  | Don't Mind If I Do               |

## Strony B
| Rok  | Strona B                                       | Strona A                        |
| ---- | ---------------------------------------------- | ------------------------------- |
| 1982 | "Murder Rap Trap"                              | "I'm Afraid of Me"              |
| 1982 | "Murder Rap Trap"                              | "Mystery Boy"                   |
| 1982 | "Love Is Cold (You Were Never No Good)"        | "Do You Really Want to Hurt Me" |
| 1982 | "You Know I'm Not Crazy"                       | "Do You Really Want to Hurt Me" |
| 1982 | "White Boys Can't Control It"                  | "Time (Clock of the Heart)"     |
| 1982 | "Romance Beyond the Alphabet"                  | "Time (Clock of the Heart)"     |
| 1983 | "Man Shake"                                    | "I'll Tumble 4 Ya"              |
| 1983 | "Man Shake"                                    | "Church of the Poison Mind"     |
| 1983 | "That's the Way (I'm Only Trying to Help You)" | "Karma Chameleon"               |
| 1983 | "Romance Revisited"                            | "Victims"                       |
| 1983 | "Colour by Numbers"                            | "Victims"                       |
| 1984 | "Miss Me Blind"                                |                                 |
| 1984 | "Miss Me Blind"                                | "Boy Boy (I'm the Boy)"         |
| 1984 | "Miss Me Blind"                                | "Love Twist" (Live)             |
| 1984 | "Melting Pot" (Live)                           | "It's a Mircale"                |
| 1986 | "From Luxury to Heartache"                     | "God Thank You Woman"           |
| 1986 | "From Luxury to Heartache"                     | "Gusto Blusto"                  |

## DVD
| Rok  | Tytuł                         | Format |
| ---- | ----------------------------- | ------ |
| 1984 | A Kiss Across the Ocean       | VHS    |
| 2000 | Don't Mind If I Do            | DVD    |
| 2003 | Live at the Royal Albert Hall | DVD    |
| 2004 | Greatest Hits                 | DVD    |
| 2006 | Live in Sydney                | DVD    |

## Teledyski
| Rok  | Teledysk                        | Reżyser         |
| ---- | ------------------------------- | --------------- |
| 1982 | "Do You Really Want to Hurt Me" | Julien Temple   |
| 1982 | "Time (Clock of the Heart)"     | Chris Gabrin    |
| 1983 | "I'll Tumble 4 Ya"              | Zelda Barron    |
| 1983 | "Church of the Poison Mind"     | Chris Gabrin    |
| 1983 | "Karma Chameleon"               | Peter Sinclair  |
| 1983 | "Victims"                       | Godley & Creme  |
| 1984 | "Miss Me Blind"                 | Zelda Barron    |
| 1984 | "It's a Miracle"                | Steve Barron    |
| 1984 | "The War Song"                  | Russell Mulcahy |
| 1984 | "The Medal Song"                | Zelda Barron    |
| 1984 | "Mistake No. 3"                 | David Mallet    |
| 1985 | "Love Is Love"                  | Steve Barron    |
| 1986 | "Move Away"                     | Willy Smax      |
| 1986 | "God Thank You Woman"           | Steve Barron    |
| 1986 | "Gusto Blusto"                  |                 |
| 1998 | "I Just Wanna Be Loved"         | Ben Unwin       |
| 1999 | "Your Kisses Are Charity"       | Ben Unwin       |
| 1999 | "Cold Shoulder"                 | Ben Unwin       |